# Сарджвеладзе Ібрагім Мамедович
Ібрагім Мамедович Сарджвеладзе (груз. იბრაჰიმ მამადოვიჩ სარჯველაძე; нар. 5 травня 1924 — пом. 1998) — радянський грузинський футболіст, захисник. Майстер спорту СРСР.

## Життєпис
Розпочинав грати у тбіліській команді «Спартак» в останні роки війни. Потім перейшов до «Динамо», за яке виступав із 1946 по 1955 рік. Провів у його складі 165 матчів. Став фіналістом Кубку СРСР 1946 року, у сезонах 1947 та 1950 ставав бронзовим призером чемпіонату, а в 1951 році — срібним. У 1948 році потрапив до списку 33 найкращих футболістів сезону за № 3.
Після завершення кар'єри тренував грузинські команди нижчих ліг.

## Досягнення
- Вища ліга СРСР
  -  Срібний призер (1): 1951
  -  Бронзовий призер (2): 1947, 1950

- Кубок СРСР
  -  Фіналіст (1): 1946[2]

- У списку 33 найкращих футболістів сезону в СРСР № 3 (1948)